# Alain Geiger
Pour les articles homonymes, voir Alain Geiger.
Alain Geiger, né le 5 novembre 1960 à Uvrier (Suisse), est un joueur puis entraîneur de football suisse.

## Biographie
Ce défenseur central, capitaine de l'équipe nationale, joue dans plusieurs clubs suisses (Sion, Servette, Neuchâtel Xamax et Grasshoper). Il évolue également deux ans dans le championnat de France avec l'AS Saint-Étienne. 
Geiger est le deuxième joueur suisse le plus capé de tous les temps derrière Heinz Hermann (112 sélections pour Geiger contre 118 pour Hermann). Il participe avec l'équipe de Suisse à la Coupe du monde 1994 organisée aux États-Unis. Lors de ce mondial, il dispute un match face au pays organisateur, un autre face à la Roumanie, un autre face à la Colombie et enfin un dernier contre l'Espagne. La Suisse est éliminée au stade des huitièmes de finale.
Alain Geiger participe également à l'Euro 1996 avec l'équipe de Suisse, en étant éliminé dès le premier tour. Il inscrit un total de 3 buts en équipe nationale.
Par la suite, Alain Geiger devient entraîneur de Grasshopper, de Neuchâtel Xamax, du FC Aarau et du FC Lausanne-Sport. Il dirige également des clubs étrangers : la Jeunesse sportive de Kabylie, l'Al-Masry Club, l'Entente sportive de Sétif et l'Al Ittifaq Dammam.
Il prend les commandes du Servette FC en 2018, et gagne le championnat de Challenge League dans la foulée, ramenant le club dans l'élite hélvète.
En 2019, il est nommé "joueur valaisan du siècle".

## Palmarès joueur

### En club
- Champion de Suisse en 1985 avec le Servette FC, en 1987 et en 1988 avec Neuchâtel Xamax, en 1992 avec le FC Sion et en 1996 avec Grasshopper Zürich
- Vainqueur de la Coupe de Suisse en 1980 avec le FC Sion, en 1984 avec le Servette FC et en 1991 avec le FC Sion

### EnÉquipe de Suisse
- 112 sélections et 3 buts entre 1980 et 1996
- Participation à la Coupe du Monde en 1994 (1/8 de finaliste)
- Participation au Championnat d'Europe des Nations en 1996 (Premier Tour)

## Palmarès entraîneur
- Champion d'Algérie en 2012 avec l'ES Sétif
- Vainqueur de la Coupe d'Algérie en 2012 avec l'ES Sétif
- Finaliste de la Coupe de Suisse en 2004 avec Grasshopper Zürich

## Statistiques
- 494 matchs en Ligue nationale A
- 70 matchs en Division 1